# ديزل شو
ديزل شو (بالأوكرانية: Дизель Шоу) عرض تلفزيوني كوميدي أوكراني يعرض باللغة الاوكرانية والروسية، من إنتاج شركة ديزل ستوديو وتم بثه منذ عام 2015
 على قناة التلفزيون الأوكرانية ICTV

## وصلات خارجية
- ديزل شو على اليوتيوب
- موقع ديزل شو على الويب